# Detenciones en el Barrio Güemes durante la dictadura cívico militar
Se conoce como detenciones en el Barrio Güemes a las detenciones de militantes políticos en la calle Corrientes 1397, Barrio Güemes, Chimbas (Provincia de San Juan), el 28 de julio de 1977, durante la dictadura cívico militar en Argentina (1976 - 1983). Ese día, la Policía de San Juan arrestó a Roberto Orlando Montero, y en la noche, detuvo a Ángel José Alberto Carvajal, Zulma Beatriz Carmona de Carvajal y Silvia Marina Pont. Alberto Carvajal, secretario general del Partido Comunista de San Juan, fue torturado y asesinado el 17 de agosto de 1977 en el Servicio Penitenciario de San Juan. 

## Detenidos

### Roberto Orlando Montero
Roberto Orlando Montero fue detenido el 28 de julio de 1977 en su domicilio de calle Corrientes N.º 1397, Barrio Güemes, Chimbas, San Juan. Ese día, Montero fue interceptado por personas de civil al llegar a su domicilio y fue llevado a la Central de Policía. Horas antes su esposa Ana María García había sido detenida en su trabajo en el Hospital Rawson.
Montero es trasladado al Servicio Penitenciario de San Juan, donde fue sometido a torturas físicas y psicológicas Las sesiones de tortura finalizaron luego de la muerte de su compañero Ángel José Alberto Carvajal. Montero fue enviado, a finales del año 1977, al Penal de Sierra Chica, luego a la Unidad Penal 9 de La Plata, más tarde al Penal de Caseros y finalmente a dependencias de Coordinación Federal de la Policía Federal, en la ciudad de Buenos Aires, desde donde fue liberado en el mes de junio de 1979.  
A pesar de sobrevivir, las secuelas de las torturas lo acompañaron por el resto de su vida. Durante los juicios de lesa humanidad en San Juan, Montero se convirtió en un testigo clave, relatando las condiciones inhumanas en el Penal de Chimbas y las torturas que él y otros detenidos sufrieron. Su testimonio fue fundamental en las llamadas "Megacausa I", "Megacausa II" y "Megacausa III" de los juicios por delitos de lesa humanidad en San Juan. Sus declaraciones fueron importantes para establecer la responsabilidad de los perpetradores y asegurar las condenas correspondientes 

### Ángel José Alberto Carvajal

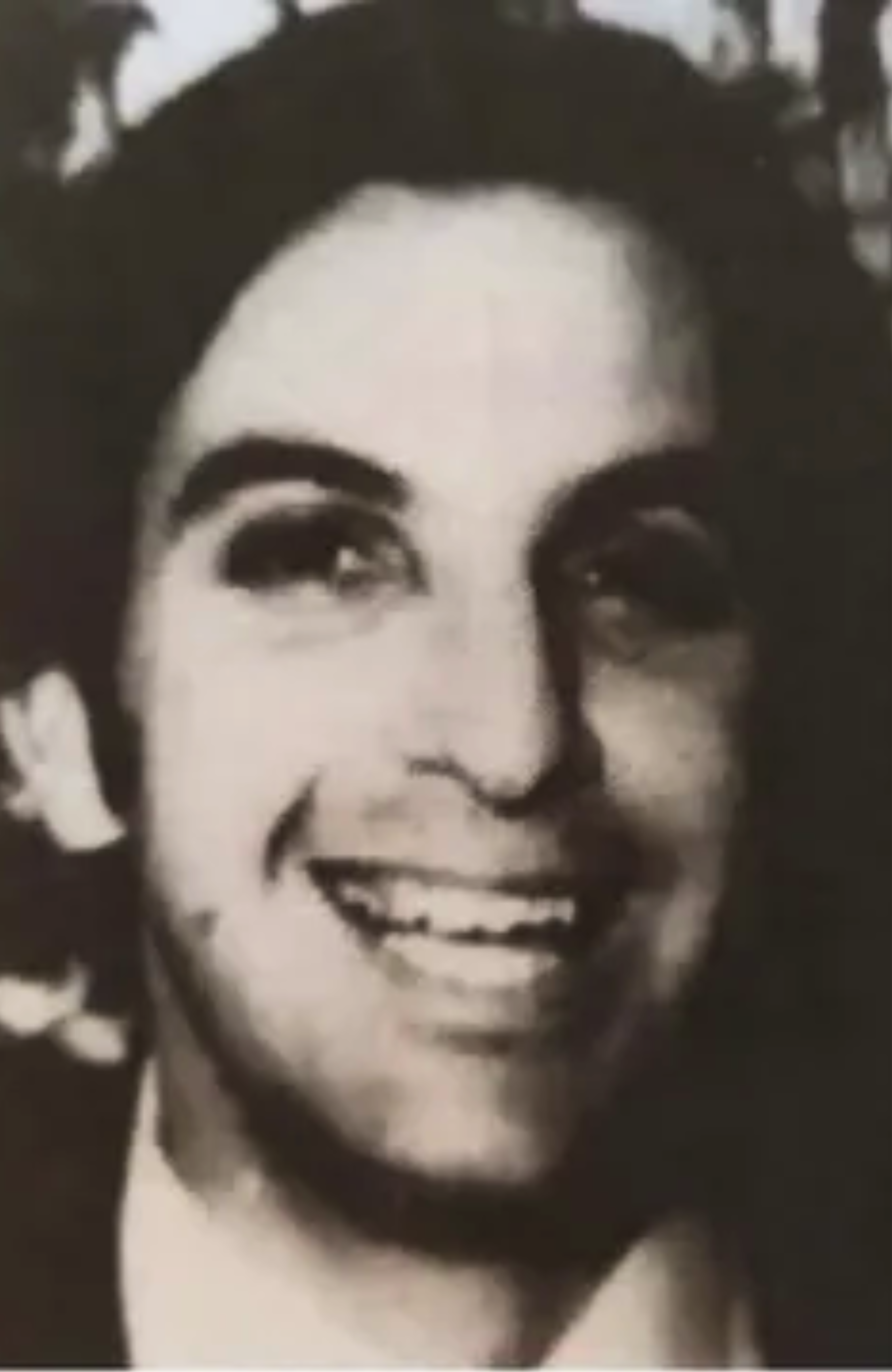
Ángel José Alberto Carvajal fue detenido en el Barrio Güemes por la policía de San Juan durante la dictadura cívico militar. Fue encontrado fallecido el 28 de julio de 1977 en el Servicio Penitenciario de San Juan.

Ángel José Alberto Carvajal, fue detenido junto a su esposa, Zulma Beatriz Carmona de Carvajal, y Silvia Marina Pont en un operativo policial en el Barrio Güemes, Chimbas. Los tres se dirigían a la casa de Roberto Orlando Montero cuando fueron interceptados por las fuerzas de seguridad. 
Tras su detención, Carvajal fue trasladado al Instituto Penal de Chimbas, un centro de detención conocido por las torturas que sufrían los prisioneros políticos. Durante su reclusión, Carvajal fue sometido a torturas intensas . El 17 de agosto de 1977, fue encontrado muerto en su celda. Aunque las autoridades intentaron presentar su muerte como un suicidio, las investigaciones realizadas en los juicios de lesa humanidad, en especial la "Megacausa I", "Megacausa II", y "Megacausa III" , confirmaron que su muerte fue consecuencia directa de las torturas recibidas.
El caso de Carvajal también ha sido parte de un proceso judicial en Italia contra Carlos Malatto, un exmilitar argentino acusado de crímenes de lesa humanidad en San Juan. Este proceso sigue en curso, y la Universidad Nacional de San Juan (UNSJ) ha sido instada a actuar como querellante en la causa   

### Zulma Beatriz Carmona de Carvajal
Zulma Beatriz Carmona de Carvajal fue detenida el 28 de julio de 1977 junto a su esposo, Alberto José Carvajal, y Silvia Marina Pont en el Barrio Güemes de Chimbas, San Juan. Fue trasladada al Instituto Penal de Chimbas, donde fue sometida a torturas psicológicas y amenazas. Durante su detención, Zulma enfrentó una presión constante para colaborar con las autoridades, quienes la amenazaban con represalias contra su esposo y otros detenidos.
Zulma fue liberada el 24 de junio de 1979, después de casi dos años de detención. En los Juicios por delitos de lesa humanidad en Argentina en San Juan, Zulma brindó un testimonio detallado sobre las torturas y amenazas que sufrió, lo que contribuyó significativamente a la condena de los responsables. Fue una testigo importante en la "Megacausa I", "Megacausa II", y "Megacausa III"  de San Juan , ayudando a documentar las violaciones de derechos humanos que se cometieron en ese periodo.

### Silvia Marina Pont
Silvia Marina Pont fue arrestada el 28 de julio de 1977 junto a Alberto José Carvajal y Zulma Beatriz Carmona de Carvajal en el Barrio Güemes de Chimbas. Fue trasladada a la unidad penitenciaria de Chimbas, donde fue sometida a torturas físicas y psicológicas. Las condiciones de su detención fueron extremadamente duras, y las torturas a las que fue sometida tenían como objetivo obtener información y castigar a los detenidos por su militancia política.
Pont fue liberada el 23 de septiembre de 1977, tras casi dos meses de detención. En los juicios de lesa humanidad en San Juan, su testimonio fue fundamental para documentar las violaciones de derechos humanos cometidas durante su detención. Pont fue una testigo esencial en la "Megacausa I", "Megacausa II", y "Megacausa III" de San Juan, ayudando a asegurar la responsabilidad de los perpetradores.

## Servicio Penitenciario de San Juan - Sitio de memoria del terrorismo de Estado
La Unidad Penal de San Juan, conocido como Penal de Chimbas por su ubicación, comenzó a construirse en 1921 con tres pabellones y se independizó administrativamente de la Policía de San Juan. Luego del terremoto de 1944, el edificio pasó por un largo proceso de reconstrucción, llegando a tener capacidad para 294 plazas. A pesar de que los diseños arquitectónicos fueron aprobados, la mitad de las celdas no recibían luz solar. El complejo reconstruido fue inaugurado en la década de 1960, junto con el inicio de la construcción de la cárcel de mujeres. Durante la dictadura cívico-militar (1976-1983), la unidad penal fue utilizada para la detención y tortura clandestina por parte de las fuerzas de seguridad del Estado, tanto a nivel nacional como provincial. Cercano al penal se encontraba otro centro clandestino, conocido como “La Marquesita”, perteneciente al Regimiento de Infantería de Montaña N.º 22 de Gendarmería Nacional. 
Muchas personas pasaron por el Penal de Chimbas durante la dictadura cívico-militar, siendo detenidas sin causa y sometidas a torturas. Varios de ellos figuran en la nómina de desaparecidos que fueron vistos por última vez en el Servicio Penitenciario Provincial. Uno de los detenidos, Ángel José Alberto Carvajal, fue asesinado durante una sesión de torturas 
En la primera megacausa de San Juan en los juicios de delitos de lesa humanidad, se investigaron delitos como homicidio, violación de domicilio, privación ilegítima de la libertad, tormentos, violación, abuso deshonesto y asociación ilícita, en perjuicio de 60 víctimas. La investigación se centró en el Área Militar 332, que tenía su jefatura en el Regimiento de Infantería de Montaña 22 (RIM 22). Esta unidad militar controlaba los centros clandestinos de detención que operaron en la Penitenciaría de Chimbas, la Alcaidía de Mujeres de la policía provincial, el edificio de la antigua Legislatura, la Central de Policía de la provincia, “La Marquesita” y el propio RIM 22. 
La causa, con una gran cantidad de testigos, concluyó con una sentencia en 2013, donde el Penal de Chimbas fue mencionado en varias ocasiones como un centro clandestino de detención y tortura, desde antes del golpe de Estado de 1976 hasta diciembre de 1983. El segundo "megajuicio", llevado a cabo entre 2017 y 2018, condenó a 13 personas por delitos cometidos contra 205 víctimas.  
La dependencia aparece en la nómina de lugares de reclusión del terrorismo de Estado, vinculado al Ruvte (Registro Unificado de Víctimas del terrorismo de Estado)  en cumplimiento de lo dispuesto por la Ley 26.691 (Sitios de Memoria del terrorismo de Estado)  y su adhesión local dispuesta en la Ley Provincial 2.227-F. 

## Proyecto escolar "Memorias desde la escuela"
La Escuela Secundaria "Profesor Marcelo Yacante" realiza el proyecto institucional “Memorias desde la escuela" con el propósito de abordar las historias de los detenidos, torturados, desaparecidos y asesinados durante la última dictadura cívico militar (1976-1983) en el Departamento Chimbas, así como visibilizar marcas territoriales de esos hechos recientes a través de actividades educativas y artísticas . El proyecto ha participado en el 2022 del programa "Jóvenes y Memoria"de la Comisión Provincial de la Memoria y en el 2023 de la Instancia Nacional de la Feria de Educación, Artes, Ciencia y Tecnología, que se desarrolló en Tecnópolis  con la organización del Ministerio de Educación de la Nación.
Mediante la realización de diferentes iniciativas que involucran a jóvenes y docentes de la Escuela, se busca indagar, comunicar y señalizar los lugares de detención ilegal. Este proyecto se enmarca en la búsqueda de declaración de la institución penitenciaria como “Sitios de Memoria del Terrorismo de Estado”, como lo indica la Ley Nacional N.º 26.691 y la Ley Provincial N.º 2.227-F, y el señalamiento de la casa del Barrio Güemes donde se produjo la detención de los militantes políticos en 1977.